# Pinisi
Le pinisi (aussi connu sous le nom de palari ou perahu palari est un voilier traditionnel du sud de l'île de Célèbes en Indonésie. Autrefois, il était équipé de deux mâts et de 7 voiles. Aujourd'hui, le mât d'artimon a été supprimé sur la plupart des pinisi et remplacé par une cabine et un moteur. 
Le pinisi est toujours utilisé pour le transport de marchandises d'île à île.

## Une confusion courante
On attribue à tort la construction et l'équipage des pinisi aux Bugis, un peuple du sud de Célèbes. 
Le premier pinisi construit à Célèbes le fut vers 1900, pour le compte d'un capitaine originaire du village de Bira, dans le kabupaten de Bulukumba dans le sud-est de la province de Sulawesi du Sud, en pays konjo. 
Les derniers chantiers navals où l'on construit encore aujourd'hui des pinisi se trouvent dans le village d'Ara, non loin de Bira.
Les équipages sont en général originaires de Bira.

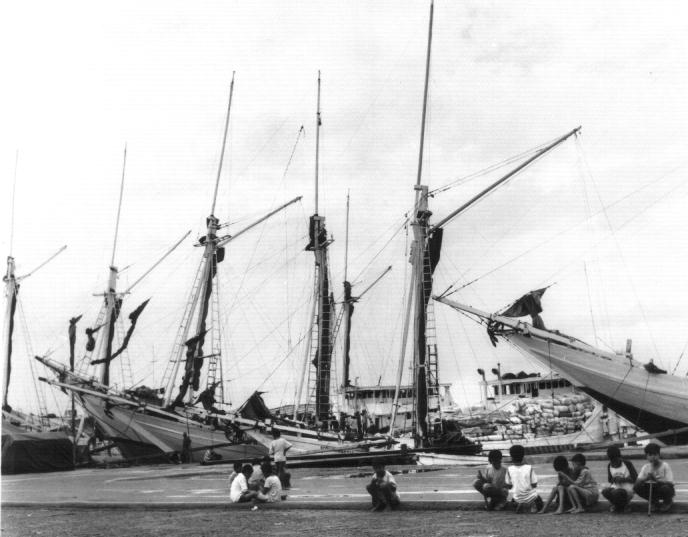
Pinisi dans le port de Taopere à Makassar (1994)
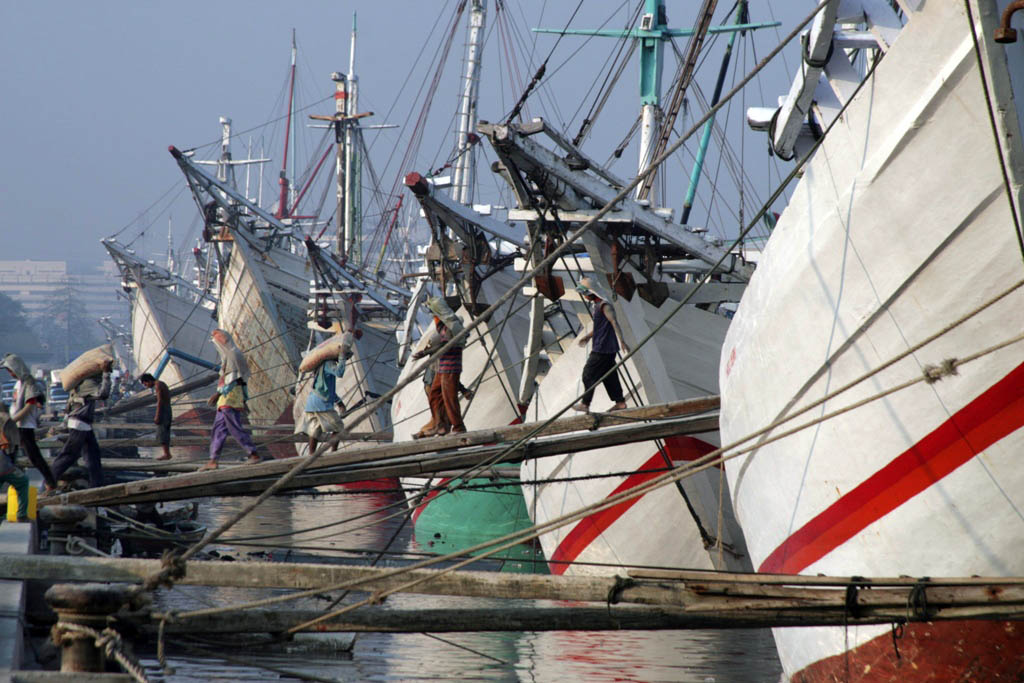
Pinisi dans le port de Sunda Kelapa à Jakarta (2008)
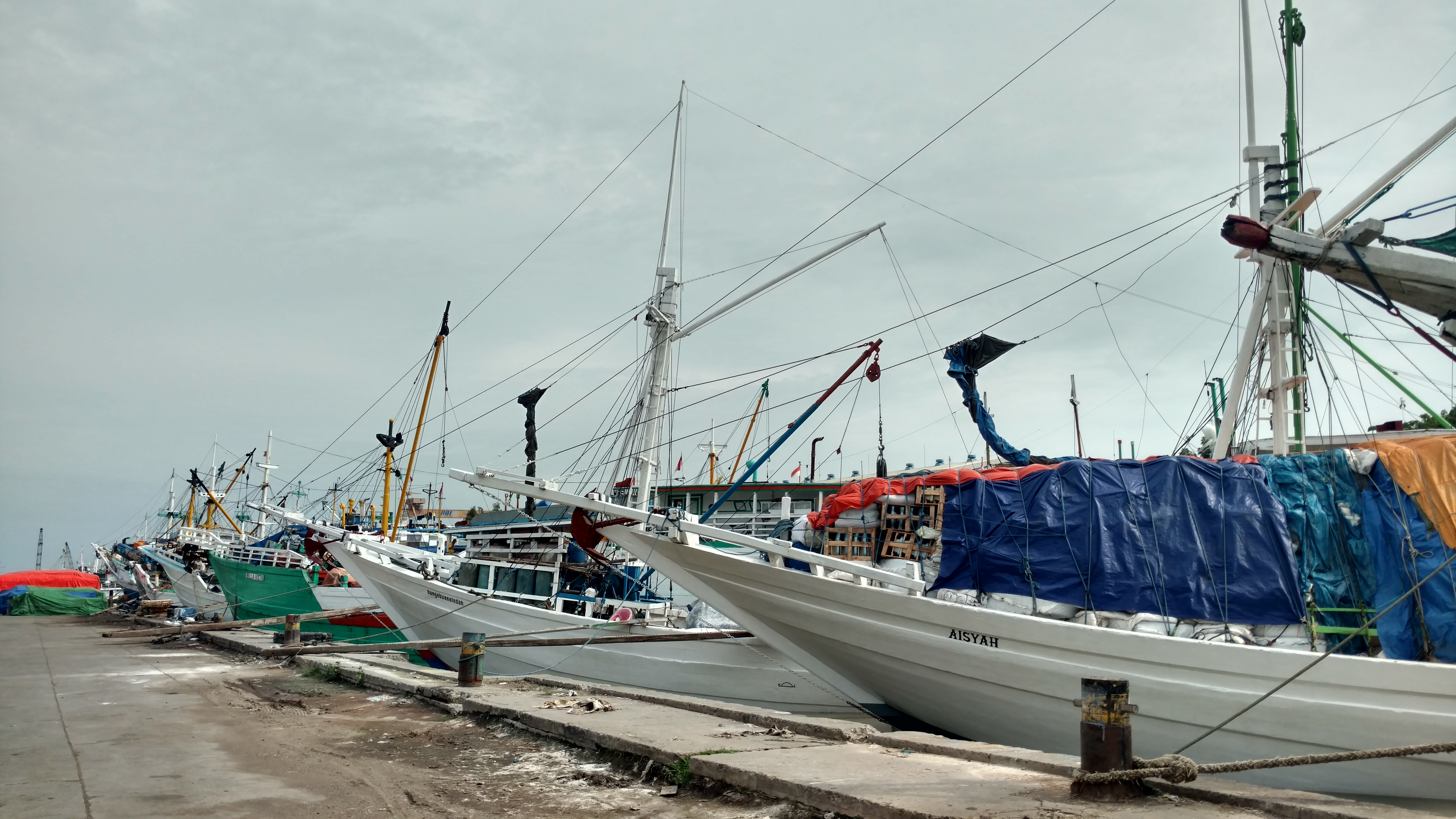
Pinisi dans le port de Surabaya (2016)
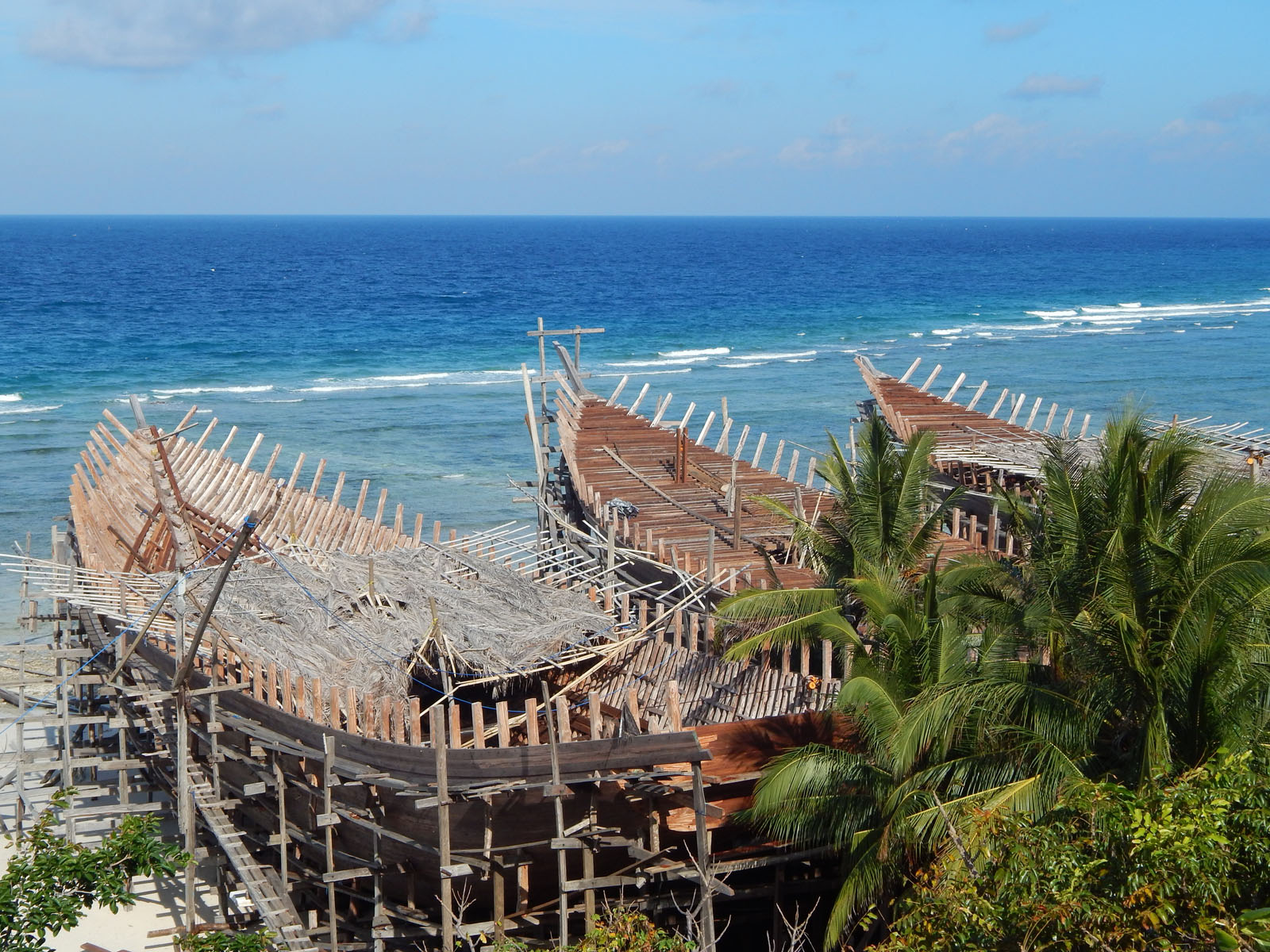
Le chantier naval de Bira